# Élections municipales de 2014 à Caen
Pour un article plus général, voir Élections municipales de 2014 dans le Calvados.
Les élections municipales de 2014 à Caen se déroulent les 23 et 30 mars 2014.
Le candidat de l'Union pour un mouvement populaire Joël Bruneau devient le nouveau maire de Caen en remportant l'élection au second tour après une alliance entre les listes de droite.

## Mode de scrutin
Le mode de scrutin à Caen est celui des villes de plus de 1 000 habitants : la liste arrivée en tête obtient la moitié des 55 sièges du conseil municipal. Le reste est réparti à la proportionnelle entre toutes les listes ayant obtenu au moins 5 % des suffrages exprimés. Un deuxième tour est organisé si aucune liste n'atteint la majorité absolue et au moins 25 % des inscrits au premier tour. Seules les listes ayant obtenu aux moins 10 % des suffrages exprimés peuvent s'y présenter. Les listes ayant obtenu au moins 5 % des suffrages exprimés peuvent fusionner avec une liste présente au second tour.

## Candidats au deuxième tour

### Joël Bruneau(UMP-UDI-MoDem)
Au deuxième tour, Joël Bruneau s'allie avec Sonia de la Provôté. Ils mènent ainsi ensemble une liste d'union de la droite et du centre.

### Philippe Duron(PS-PCF-EELV-PRG-Citoyens à Caen-MRC)
Au deuxième tour, Philippe Duron s'allie avec le candidat écologiste Rudy L'Orphelin et d'autres candidats indépendants, tels que Xavier Le Coutour.

## Résultats
- Maire sortant : Philippe Duron (PS)
- 55 sièges à pourvoir (population légale 2011 : 108 793 habitants)

| Tête de liste                                          | Tête de liste       | Liste           | Premier tour | Premier tour | Second tour | Second tour | Sièges |  |
| Tête de liste                                          | Tête de liste       | Liste           | Voix         | %            | Voix        | %           | Sièges |  |
| ------------------------------------------------------ | ------------------- | --------------- | ------------ | ------------ | ----------- | ----------- | ------ |  |
|                                                        | Joël Bruneau        | UMP             | 10 186       | 30,79        | 19 458      | 57,03       | 43     |  |
| Avec Joël Bruneau. Réussir Caen. Vraiment !            |                     |                 | 10 186       | 30,79        | 19 458      | 57,03       | 43     |  |
|                                                        | Philippe Duron *    | PS-PRG-MRC-PCF  | 8 670        | 26,21        | 14 657      | 42,96       | 12     |  |
| Le Caen de l'avenir                                    |                     |                 | 8 670        | 26,21        | 14 657      | 42,96       | 12     |  |
|                                                        | Sonia de La Provôté | UDI-MoDem       | 5 958        | 18,01        | Fusion      |             |        |  |
| Caen vous appartient                                   |                     |                 | 5 958        | 18,01        | Fusion      |             |        |  |
|                                                        | Rudy L'Orphelin     | EELV            | 3 383        | 10,22        | Fusion      |             |        |  |
| Caen écologiste et citoyenne                           |                     |                 | 3 383        | 10,22        | Fusion      |             |        |  |
|                                                        | Philippe Chapron    | FN              | 2 421        | 7,31         |             |             |        |  |
| Caen fait front                                        |                     |                 | 2 421        | 7,31         |             |             |        |  |
|                                                        | Étienne Adam        | Ensemble-NPA-PG | 1 922        | 5,81         |             |             |        |  |
| L'alternative à gauche                                 |                     |                 | 1 922        | 5,81         |             |             |        |  |
|                                                        | Pierre Casevitz     | LO              | 537          | 1,62         |             |             |        |  |
| Lutte ouvrière faire entendre le camp des travailleurs |                     |                 | 537          | 1,62         |             |             |        |  |
|                                                        |                     |                 |              |              |             |             |        |  |
| Inscrits                                               | Inscrits            | Inscrits        | 58 111       | 100,00       | 58 117      | 100,00      |        |  |
| Abstentions                                            | Abstentions         | Abstentions     | 24 074       | 41,43        | 22 396      | 38,54       |        |  |
| Votants                                                | Votants             | Votants         | 34 037       | 58,57        | 35 721      | 61,46       |        |  |
| Blancs et nuls                                         | Blancs et nuls      | Blancs et nuls  | 960          | 2,82         | 1 606       | 4,50        |        |  |
| Exprimés                                               | Exprimés            | Exprimés        | 33 077       | 97,18        | 34 115      | 95,50       |        |  |
| * Liste du maire sortant                               |                     |                 |              |              |             |             |        |  |